# آگاتینوس
کلودیوس آگاتینوس (Agathinus) پزشک یونان باستان از اهالی اسپارت بود که در نیمهٴ دوم قرن اول میلادی برآمد.
او شاگرد آتنایوس و استاد آرخیگنس و مؤسس مکتب طب انتخابی بود.
طب انتخابی یا التقاطی ناشی از گسترش مکتب پنوماتیک بود. او رساله‌ای دربارهٴ نبض نوشت و رساله‌ای دیگر در تأثیر خربق، که به‌طور عمده براساس تجارب قرار داشت، و در آن حمام آب سرد (به جای آب گرم) توصیه شده بود.